# Escarpada Point
Der Escarpada Point (spanisch Punta Escarpada, im Vereinigten Königreich als Craggy Point benannt, beides übersetzt: Felsige Spitze) ist eine felsige Landspitze am südwestlichen Ende von Clarence Island im Archipel der Südlichen Shetlandinseln. Sie markiert die südliche Begrenzung der Caleta Feilberg.
Die deskriptive Benennung erfolgte während einer zwischen 1953 und 1954 durchgeführten Forschungsfahrt im Auftrag der argentinischen Regierung. Das UK Antarctic Place-Names Committee übertrug diese Benennung am 3. November 1971 vollständig ins Englische, während das Advisory Committee on Antarctic Names 1972 nur eine Teilübersetzung vornahm.